# Otoczka wypukła

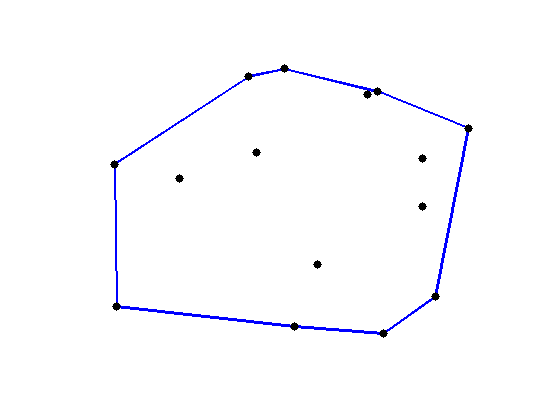
Przykład wielokąta wypukłego – otoczki wypukłej zbioru punktów

Otoczka wypukła, powłoka wypukła, uwypuklenie podzbioru przestrzeni liniowej – najmniejszy (w sensie inkluzji) zbiór wypukły zawierający ten podzbiór. Otoczkę wypukłą podzbioru {\displaystyle A} oznacza się zwykle jako {\displaystyle \operatorname {conv} A.}
Przekrój dowolnej ilości zbiorów wypukłych jest zbiorem wypukłym, więc najmniejszy zbiór wypukły zawierający {\displaystyle A} możemy zdefiniować jako przekrój wszystkich zbiorów wypukłych zawierających {\displaystyle A.} Zapisujemy to za pomocą formuły:
{\displaystyle \operatorname {conv} A=\bigcap \{M:A\subset M\;\land \;M~~{\mbox{jest wypukły}}\}.}

## Przykłady
- Powłoką wypukłą zbioru wypukłego jest ten sam zbiór. W szczególności zbiór pusty jest wypukły, zatem jego powłoką wypukłą jest zbiór pusty.
- Otoczką wypukłą zbioru dwupunktowego {A, B} jest odcinek AB.
- Powłoką wypukłą zbioru trzech punktów niewspółliniowych (takich, które nie leżą na wspólnej prostej) jest trójkąt o wierzchołkach w tych punktach.
- Dla dowolnego skończonego zbioru punktów płaszczyzny {\displaystyle \{P_{1},P_{2},\dots ,P_{n}\},} gdzie {\displaystyle n>2} powłoka wypukła tego zbioru jest wielokątem wypukłym (ewentualnie zdegenerowanym do odcinka) o wierzchołkach należących do zbioru {\displaystyle \{P_{1},P_{2},\dots ,P_{n}\}.} 
 Analogicznie w przestrzeni 3-wymiarowej powłoka wypukła skończonego zbioru punktów jest wielościanem wypukłym (ewentualnie zdegenerowanym do wielokąta lub odcinka).
- W n-wymiarowej przestrzeni euklidesowej {\displaystyle E^{n}} uwypukleniem zbioru punktów {\displaystyle (1,0,0,\dots ),(0,1,0,\dots ),\dots ,(0,\dots ,1)} jest zbiór punktów o współrzędnych dodatnich, których suma jest równa 1. Zbiór taki nazywamy sympleksem. W przestrzeni 2-wymiarowej jest to odcinek, 3-wymiarowej trójkąt równoboczny, 4-wymiarowej czworościan foremny.

## Alternatywne przedstawienie
Otoczkę wypukłą zbioru skończonego ({\displaystyle n}-elementowego) można scharakteryzować jako zbiór wszystkich wypukłych kombinacji liniowych elementów zbioru {\displaystyle A{:}}
{\displaystyle \operatorname {conv} A=\left\{x:\;x=\sum _{i=1}^{n}\beta _{i}a_{i},\;\;\;{\mbox{gdzie}}\;\;\;a_{i}\in A,\;\;\beta _{i}\in \mathbb {R} _{+}\cup \{0\},\;\sum _{i=1}^{n}\beta _{i}=1,\;n\in \mathbb {N} \right\}}

### Dowód
Oznaczmy operację tworzenia wszystkich wypukłych kombinacji liniowych elementów zbioru {\displaystyle A} przez {\displaystyle f(A).} Udowodnimy, że: {\displaystyle (*)\qquad \operatorname {conv} A=f(A).} Zauważmy, że {\displaystyle A\subseteq f(A)} (wystarczy wziąć w definicji {\displaystyle n=1} i {\displaystyle \beta _{1}=1}).
Wykażemy teraz, że {\displaystyle f(A)} jest zbiorem wypukłym: niech {\displaystyle x,y\in f(A).} Zatem dla pewnych {\displaystyle a_{1},\dots ,a_{n},b_{1},\dots ,b_{m}\in A} oraz dodatnich {\displaystyle \alpha _{1},\dots ,\alpha _{n},\beta _{1},\dots ,\beta _{m}} mamy
{\displaystyle x=\sum _{i=1}^{n}\alpha _{i}a_{i},} {\displaystyle y=\sum _{i=1}^{m}\beta _{i}b_{i}} oraz {\displaystyle \alpha _{1}+\ldots +\alpha _{n}=1=\beta _{1}+\ldots +\beta _{m}.}
Niech {\displaystyle \alpha ,\beta \geqslant 0} będą takie, że {\displaystyle \alpha +\beta =1.} Wówczas
{\displaystyle 1=\alpha \sum _{i=1}^{n}\alpha _{i}+\beta \sum _{i=1}^{m}\beta _{i}=\sum _{i=1}^{n}(\alpha \alpha _{i})+\sum _{i=1}^{m}(\beta \beta _{i})}
i stąd
{\displaystyle \alpha x+\beta y=\sum _{i=1}^{n}(\alpha \alpha _{i})a_{i}+\sum _{i=1}^{m}(\beta \beta _{i})b_{i}\in f(A).}
Aby wykazać równość zbiorów postulowaną w {\displaystyle (*)} udowodnimy dwie inkluzje. Najpierw:
{\displaystyle \operatorname {conv} A=\bigcap \{M:A\subset M\;{\mbox{gdzie}}\;M-{\mbox{wypukły}}\}\subset f(A)}
Inkluzja zachodzi ponieważ w szczególności jednym ze zbiorów M zawierających zbiór A jest {\displaystyle f(A)} zatem cześć wspólna wszystkich zbiorów wypukłych zawierających A musi się zawierać w {\displaystyle f(A).} Zatem {\displaystyle \operatorname {conv} A\subset f(A).}
Teraz inkluzja w drugą stronę:
Przypuśćmy, że M jest zbiorem wypukłym takim, że {\displaystyle A\subseteq M.} Teraz z obu stron inkluzji wykonujemy operację {\displaystyle f} otrzymując:
{\displaystyle f(A)\subset f(M)=M,}
Ponieważ tak jest dla każdego zbioru M więc także dla części wspólnej wszystkich zbiorów wypukłych M zawierających A zatem:
{\displaystyle f(A)\subset \bigcap \{M:A\subset M,M-{\mbox{wypukły}}\}=\operatorname {conv} A,}
Stąd {\displaystyle f(A)\subset \operatorname {conv} A,} a więc {\displaystyle f(A)=\operatorname {conv} A.}